# 삼바사슴
삼바사슴 또는 삼바, 물사슴(sambar deer 또는 sambar, Cervus unicolor)은 인도아대륙과 중국 화난 지역 그리고 동남아시아에서 발견되는 대형 사슴의 일종이다. "삼바"라는 이름은 때로는 필리핀사슴(또는 필리핀삼바) 또는 루사사슴(또는 순다삼바)를 가리키기도 한다.
물사슴이라고도 부르며 천적은 아시아사자, 인도호랑이, 인도표범, 아시아치타, 늪악어, 바다악어가 있었는데, 아시아치타는 인도에서는 1950년대에 마지막 10마리가 잡히면서 완전히 절멸하여 지금은 이 다섯 가지가 천적이다.

## 같이 보기
- 액시스사슴
- 돼지사슴
- 바라싱가